# 1865 v loďstvech
Tento článek obsahuje významné události v oblasti loďstev v roce 1865.

## Lodě vstoupivší do služby
- 24. května  SMS Erzherzog Ferdinand Max – pancéřová fregata třídy Erzherzog Ferdinand Max
- 24. května –  USS Camanche – monitor třídy Passaic [1]
- 11. června –  Principe di Carignano – obrněná loď třídy Principe di Carignano
- 10. července –  SMS Prinz Adalbert – pancéřová fregata
- 18. září –  USS Miantonomoh – monitor třídy Miantonomoh
- 12. října –  USS Tonawanda – monitor třídy Miantonomoh

## Lodě vystoupivší ze služby
- 8. červen –  USS Onondaga – monitor (vyřazena) [1]
- 20. červen –  USS Roanoke – monitor (vyřazena) [1]